# Perilitus longivenus
Perilitus longivenus är en stekelart som beskrevs av Chen och Van Achterberg 1997. Perilitus longivenus ingår i släktet Perilitus och familjen bracksteklar. Inga underarter finns listade i Catalogue of Life.